# Лукас Лінгман
Лукас Лінгман (фін. Lucas Lingman, нар. 25 січня 1998, Еспоо, Фінляндія) — фінський футболіст, центральний півзахисник шведського клубу «Гельсінгборг» та національної збірної Фінляндії.
На правах оренди грає у клубі ГІК.

## Ігрова кар'єра

### Клубна
Перші кроки у футболі Лукас Лінгман робив у клубі «Гонка» зі свого рідного міста Еспоо. Згодом він перейшов до академії столичного клубу ГІК, де він починав з юнацького рівня і 30 серпня 2015 дебютував у першій команді в чемпіонаті Фінляндії. Паралельно з цим грав за фарм-клуб ГІКа «Клубі 04».
На початку 2018 року Лінгман перейшов до клубу РоПС. 8 квітня футболіст зіграв першу гру в новій команді у чемпіонаті. За підсумками першого сезону в клубі Лінгман став срібним призером чемпіонату країни. Наприкінці 2019 року Лінгман повернувся до ГІКа. І ще двічі ставав чемпіоном країни та вигравав національний кубок. У складі ГІКа Лінгман брав участь у матчах групових турнірів Ліги конференцій та Ліги Європи.
2022 рік Лінгман почав у складі шведського клубу «Гельсінгборг». Та вже влітку того року повернувся до ГІКа, де продовжив виступати на умовах оренди.

### Збірна
29 березня 2022 року у матчі проти команди Словаччини Лукас Лінгман дебютував у складі національної збірної Фінляндії.

## Статистика виступів

### Статистика виступів за збірну
Станом на 12 січня 2023 року
| Дата       | Місто     | Господарі            | Результат | Гості      | Турнір                               | Голи | Примітки |
| ---------- | --------- | -------------------- | --------- | ---------- | ------------------------------------ | ---- | -------- |
| 29-3-2022  | Мурсія    | Фінляндія            | 0 – 2     | Словаччина | товариський матч                     | -    | 67'      |
| 7-6-2022   | Гельсінкі | Фінляндія            | 2 – 0     | Чорногорія | Ліга націй УЄФА 2022-2023 - 1-й етап | -    |          |
| 14-6-2022  | Зениця    | Боснія і Герцеговина | 3 – 2     | Фінляндія  | Ліга націй УЄФА 2022-2023 - 1-й етап | -    |          |
| 23-9-2022  | Гельсінкі | Фінляндія            | 1 – 1     | Румунія    | Ліга націй УЄФА 2022-2023 - 1-й етап | -    | 57'      |
| 26-9-2022  | Подгориця | Чорногорія           | 0 – 2     | Фінляндія  | Ліга націй УЄФА 2022-2023 - 1-й етап | -    | 46'      |
| 17-11-2022 | Скоп'є    | Північна Македонія   | 1 – 1     | Фінляндія  | товариський матч                     | -    | 58'      |
| 20-11-2022 | Осло      | Норвегія             | 1 – 1     | Фінляндія  | товариський матч                     | -    | 62'      |
| 9-1-2023   | Фару      | Швеція               | 2 – 0     | Фінляндія  | товариський матч                     | -    | 65'      |
| 12-1-2023  | Албуфейра | Фінляндія            | 0 – 1     | Естонія    | товариський матч                     | -    | 71'      |
| Усього     |           | Матчів               | 9         |            | Голів                                | 0    |          |

## Титули і досягнення
ГІК
 Чемпіон Фінляндії (4): 2017, 2020, 2021, 2022
 Віце-чемпіон Фінляндії: 2016
 Переможець Кубка Фінляндії (2): 2016/17, 2020
 Переможець Кубка Ліги (2): 2015, 2023
РоПС
 Віце-чемпіон Фінляндії: 2018